# Euscelidia senegalensis
Euscelidia senegalensis är en tvåvingeart som beskrevs av Dikow 2003. Euscelidia senegalensis ingår i släktet Euscelidia och familjen rovflugor.
Artens utbredningsområde är Senegal. Inga underarter finns listade i Catalogue of Life.